# La Naranja
La Naranja es una banda de hard rock formada en 1992 en la ciudad de Buenos Aires, Argentina, conocida como Naranja Metálica en sus primeros años. Su principal influencia han sido desde siempre los australianos AC/DC y Riff, la banda creada por Pappo en los años 80.

## Historia
La banda fue formada en 1992 por el bajista David Polonksy "Polo" y el guitarrista Marcelo Bacher, junto a otros músicos amigos; tocando covers de bandas como Riff, AC/DC y Pappo's Blues se lanzan al circuito underground de Buenos Aires.
En 1995 ingresa Hugo "Suco" Fuentes en guitarras y así editan su primera grabación a la que denominaron "Rocker", un casete de 9 temas, entre los cuales se encontraban el clásico "Rock en la sangre" y "Sangre x sangre", temas que integrarían el primer disco oficial de la banda, la cual —por entonces— se daba a conocer como Naranja Metálica.
A finales de los años 90 entra en la banda el cantante Gabriel De Lucca, "El Pelado", que sería el cantante definitivo y quién termina de redondear el estilo de la banda.
Recién en el 2000, con la banda ya consolidada, editan su primer álbum oficial, un CD llamado "Quemando rutas", disco que tiene muy buena aceptación y los lleva a tocar por el interior del país, y como soportes de los estadounidenses UNION (ex Kiss y Mötley Crüe), en The Roxy, de Buenos Aires.
También participan en 2001 de la fiesta de "El quinto jinete Rock & Pop" junto a La Mississippi Blues Band y Horcas.
Por aquellos años, la banda solía tocar en un bar llamado La Rocka, ubicado en el barrio de Chacarita. Un músico que siempre los acompañaba era Vitico, bajista de los legendarios Riff quién muchas veces hacía de acto soporte con la banda que comenzaba a armar, la actual Viticus.
Se presentan como soportes de Riff en los dos últimos shows que la banda dio en Capital Federal allá por mediados de 2002.
Comparten escenarios con Pappo's Blues, Mancha de Rolando, La Renga y Viticus, entre otros. La banda se mantenía en el underground pero comenzaba a hacer su camino y a aparecer en radios y programas de TV como "KM por hora", o "TVR televisión registrada", con su video con la actuación de la modelo Jaqueline Dutra, entre otros.
En el 2003 con el alejamiento de Marcelo Bacher y el ingreso del guitarrista Gabriel "El Gallo" Albizuri ex Illya Kuryaki and the Valderramas y Gustavo Santangelo en batería, editan su segundo disco "Siguen igual", el cual tuvo mucha rotación en la FM "Rock & Pop". En la tapa del disco ya no decía Naranja Metálica sino que decía La Naranja, nombre con el que los fanes llamaban a la banda. Esto se debía a la intimación de los norteamericanos Metallica por la fonética del nombre Naranja Metálica. El problema legal con Metallica ayuda a la difusión en los principales medios radiofónicos. La Naranja realiza un corto pero contundente set en la primera edición del "Quilmes Rock Festival" en la fecha de Kapanga, Pappo, Attaque 77 y Die Toten Hosen. Con este disco la banda se lanza a llevar su rock por el interior y a realizar su primera presentación en la afamada sala "Cemento", uno de los lugares emblema del rock argentino.
A finales del 2004 vuelven a cambiar guitarrista, se va Gabriel "El Gallo" Albizuri y entra Juan "Johnny" Guerrero, con el que salen de gira por la Costa Atlántica argentina en el verano del 2005.
Un año más tarde nuevamente cambian batería, Santangelo decide abandonar debido al estrés psicológico que sufría.
Regresa un exmiembro de La Naranja, José Luis Anzalone "Joe", un batero sin precedentes que le pega a la batería como un animal. En principio reemplaza al batero Santangelo en forma momentánea, pero en la gira por el sur del país deciden que se quede. Joe era miembro de La Naranja a mediados de los 90.
Participan del CD "Que sea rocka", un tributo de metaleros argentinos a Riff, y rockean en su presentación en "El Teatro" de Chacarita, junto a Lovorne (banda del hijo de Pappo, Luciano Napolitano), Gatos Sucios y Tren Loco entre otros.
Con la banda más fuerte que nunca editan el tercer álbum "El ojo en la cerradura" en abril de 2007, grabado en los Estudios del Abasto. Los temas "Naranja Metálica" y "Psicoparco" son cortina musical del programa conducido por Beto Casella, Joe gana gran aceptación entre el público y los videos de "Buscando salidas" y "Corazón agotado" rotan en el "Canal de la música" (CM). La banda participa del compilado "Rock y fierros" de Warner Music junto a La 25, Viticus, Jóvenes Pordioseros o Clavo's Band, entre otros. También tocan en el programa de Lito Vitale en el mencionado "Canal de la música" presentando el mismo disco.
Se presentan en The Roxy —en la zona porteña de Colegiales—, durante la presentación de un DVD de AC/DC, junto a los grupos Narigones y Coverheads.
El sábado 16 de febrero de 2008, La Naranja participó en Plaza de Mayo del recital por los trabajadores cesanteados del Casino de Buenos Aires, junto a Karamelo Santo, en el que fueron vistos por más de 2500 personas; al poco tiempo Joe vuelve a dejar la banda por causas no muy claras. En 2008 realizaron un show en "Super Rock", ex "El Teatrito (Bs. As.), para celebrar sus 16 años en el ruedo ya con su nuevo baterista Mariano Di Taranto, mientras seguían promocionando su disco.
En 2012 la banda edita "Blanco sobre negro", a modo de festejar los 10 Años del grupo. El disco contó con varios videoclips, dedicatorias y demás, la más clara en la canción "A un millón de años" el cual es un homenaje al Fallecido Norberto Napolitano (Pappo); por su parte el videoclip de la canción "Rock and Roll Singer" contó con la participación de varios artistas principalmente de la banda Led Ladies.
En 2014 la banda tiene un nuevo cambio de formación, Juan Guerrero deja el grupo y es remplazado por el guitarrista Juan Izquierdo; quien participaría de los shows de 2014 y todo el 2015; en 2016 Juan sufre una lesión en la mano la cual no le permite seguir en la banda, siendo remplazado por Hectór "Boff" Serafine, guitarrista de vasta trayectoria, conocido por ser parte de Riff, Pappo y Hoy No Es Hoy, y por su carrera como solista.
Grabaron Quemando rutas, su primer disco oficial en el 2000. En el año 2003 sale Siguen Igual y son intimidados por los abogados de Metallica, Naranja Metálica pasa a llamarse La Naranja, En 2007 editaron su tercer disco El ojo en la cerradura. A comienzos de 2010, vio la luz su primer DVD: Vivo a 220. En 2011 realiza su primera gira por México junto a El Tri. A fines de 2012 La Naranja lanzó su quinto disco titulado Blanco sobre negro, Este álbum marca el regreso discográfico de una de las bandas más importantes del hard rock argentino. En septiembre de 2017 son convocados para tocar junto a Airbourne en el Teatro Flores donde realizó un espectáculo memorable, siendo elogiados por los mismos australianos. A principios del 2019 lanzaron 4 temas nuevos. No puedo parar, Juego Doble, Simple no es fácil y Por demolición. En mayo de 2021 editan “En Vivo Uniclub”, donde dejan plasmado toda la potencia de la banda en vivo, ese mismo año sale “Chastas”(Echarlo a andar), tema nuevo grabado en pandemia. En el 2022 lanzan Otro Tipo De Electricidad, celebrando su 30.º aniversario. Actualmente la banda se encuentra formada actualmente por Gabriel “Pelado” de Lucca (voz), Rienso Cooper (bajo), Hugo “Suco” Fuentes (guitarras), Milton López (guitarras) y Mariano “Buffy” Di Taranto (batería).

## Integrantes
Integrantes 2023
- Milton López: guitarra
- Rienso Cooper: bajo (1992-presente)
- Mariano Di Taranto: batería (2008-presente)
- Hugo "Suco" Fuentes: guitarra (1995-presente)
- Voz Gabriel "Pelado" De Lucca: voz (1997-presente)

Exintegrantes
- David "Polo" Polonsky: bajo (1992)
- Hectór "Boff" Serafine: guitarra (2007; 2016)
- Marcelo Bacher: guitarra (1992-2003)
- Miguel Ángel Seara: batería (1997-2003)
- Martín "Vasco" Urionagüena: batería (2002)
- Gabriel "El gallo" Albizuri: guitarra (2003-2004)
- Gustavo Santangelo: batería (2003-2005)
- José Luis "Joe" Anzalone: batería (1992-1997) (2006-2008)
- Juan "Jhonny" Guerrero: guitarra (2004-2014)
- Juan Izquierdo: guitarra (2014-2015)

## Discografía
- 1995: Rocker (casete)
- 2000: Quemando rutas
- 2003: Siguen igual
- 2007: El ojo en la cerradura
- 2012: Blanco sobre negro

Videos
- 2008: Vivo a 220